# Ordonnances sous la présidence de Valéry Giscard d'Estaing
Les ordonnances sous la présidence de Valéry Giscard sont l'ensemble des ordonnances signées par le président de la République Valéry Giscard d'Estaing durant sa présidence (1974-1981).

## Cadre normatif
Les ordonnances, qui sont des mesures prises par le gouvernement dans des domaines qui relèvent normalement du domaine de la loi, sont permises par une procédure législative spécifique prévue par l'article 38 de la Constitution française du 4 octobre 1958.

## Liste
| Numérotation | Titre | Sujet | Ministère                | Date de signature        |
| ------------ | --- | --- | ------------------------ | ------------------------ |
| 1            | Ordonnance portant extension et adaptation de dispositions du Code électoral (partie législative) pour les élections de Mayotte                                                                  | Poursuite de l'homogénéisation du droit métropolitain avec le droit de Mayotte.                                                                               | Ministère de l'Intérieur | 10 février 1977          |
| 2 à 4        | Ordonnance portant extension et adaptation a Mayotte des dispositions du Code électoral (partie législative) pour l'élection des conseillers généraux                                            | Poursuite de l'homogénéisation du droit métropolitain avec le droit de Mayotte.                                                                               | Ministère de l'Intérieur | 29 avril 1977            |
| 5 à 14       | Ordonnance portant extension au département de Saint-Pierre-et-Miquelon de dispositions législatives intéressant la navigation et la pêche maritime                                              | Extension de lois relatives à la navigation maritime. Extension d'une loi de 1966 réprimant le délit de fuite en cas d'accident occasionné par la navigation. | Ministère de l'Intérieur | Septembre - Octobre 1977 |
| 15 à 17      | Ordonnance relative aux personnels français des Nouvelles-Hébrides, aux mesures nécessaires en matière de nationalité, relative à l'accueil et à la réinstallation des Français d'outre-mer      | Facilitation pour admission des fonctionnaires locaux à la fonction publique d’État à un poste équivalent à celui occupé aux Nouvelles-Hébrides               | Ministère de l'Intérieur | 5 septembre 1980         |
| 18 à 20      | Ordonnances relative au régime fiscal et douanier de Mayotte, à la promulgation des lois et décrets et à l'organisation de la justice à Mayotte, et créant une chambre professionnelle à Mayotte | Application du Code des impôts à Mayotte | Ministère de l'Intérieur | 1er avril 1981           |

## Analyse
Avec 20 ordonnances, le septennat Giscard d'Estaing est la deuxième présidence à avoir le moins utilisé les ordonnances, après le mandat de Georges Pompidou.
Valéry Giscard d'Estaing déclare en 2017 n'être jamais passé par la procédure des ordonnances pour les grandes réformes de son septennat, considérant qu'elles « sont un dessaisissement du système parlementaire ».